# Дедитиції
Дедитиції (лат. dediticii) — в Стародавньому Римі неповноправні піддані. За різними оцінками вони становили 1/4-1/3 населення імперії. До дедитиціїв причислялися 3 категорії. Першу і найбільшу складали племена підкорені після тривалого опору і які врешті капітулювали без договору який забезпечував би їм якісь права. Причому статус поширювався не лише на людей часів римського завоювання, але й на їх нащадків. По-друге, дедитиціями вважалися варвари примусово поселені на римських землях. Третьою групою були вільновідпущеники які до того були засуджені за кримінальні злочини або ж яких заклеймлені паном.
Дедитиції не мали прави жити в самому Римі, отримати римське громадянсто, складати заповіти чи згадуватися в заповітах як спадкоємці. Були виключені з дії едикту Каракалли (Constitutio Antoniniana) 212 року за яким усім жителям імперії дарувалося римське громадянство. Статус дедитиціїв був скасований лише Юстиніаном.